# Nadja Hermann
Nadja Hermann ist eine deutsche Autorin, Comiczeichnerin und Verhaltenstherapeutin. Sie ist die Autorin der Comic-Reihe Erzaehlmirnix und des Buchs Fettlogik überwinden.

## Comics
Unter dem Label Erzaehlmirnix publiziert Hermann klassische Drei- oder Vier-Panel-Comics mit Strichmännchen-Figuren, die mit der Software MS Paint entstehen. Oft stellen sie Dialoge zwischen zwei Figuren dar, von denen jeweils nur die Köpfe im Bild zu sehen sind. Die Figuren vertreten meist kontroverse Meinungen, die Dialoge enden häufig in einer überraschenden Schlusspointe. Sie veröffentlicht ihre Comics auf Twitter und Facebook und betrieb zeitweilig auch einen gleichnamigen Blog. Bei Mimikama wird erzaehlmirnix als „ein kleiner Spiegel der Gesellschaft“ bezeichnet.
Ihr Twitteraccount, auf dem sie ihre Comics regelmäßig publiziert, wurde im März 2020 mit dem Goldenen Blogger ausgezeichnet. 2022 wurde ihr Band Erzähmirnix – Leben mit Menschen für den Max und Moritz-Publikumspreis des Comic Salons Erlangen vorgeschlagen.
2016 verlegte Heyne ihren Comic Erzähl mir nix. Im Dezember 2016 veröffentlichte Hermann einen Comic, mit dem sie auf ihre Arbeit als Botschafterin für intaktiv e. V. hinwies, der sich für die genitale Selbstbestimmung einsetzt und sich gegen die medizinisch nicht nötige Beschneidung von Jungen und Männern und die weibliche Genitalverstümmelung ausspricht.

## Verhaltenstherapeutin – Abnehm-Mythen
Hermann ist darüber hinaus Verhaltenstherapeutin mit ernährungswissenschaftlichem Hintergrund. Sie beschäftigte sich intensiv mit der Forschung zur Gewichtsab- und -zunahme, ausgelöst durch eigenes Übergewicht. Über ihre Erkenntnisse in diesem Bereich schrieb sie das Buch Fettlogik überwinden, das zunächst als E-Book erschien und später vom Ullstein Verlag als Taschenbuch publiziert wurde. Es war zeitweise das meistverkaufte Buch bei Amazon Deutschland und erreichte Platz 16 der Taschen-Sachbuch-Liste der GfK Entertainment und Platz 3 in der entsprechenden Spiegel-Bestsellerliste. Mit dem Begriff „Fettlogiken“ bezeichnet Hermann „eine Sammlung von Mythen, Halbwahrheiten und Glaubenssätzen zum Thema (Über)Gewicht“, die ihrer Ansicht nach letztlich dafür sorgen, dass Betroffene dem eigenen Gewicht mit einer gewissen Hilflosigkeit gegenüberstehen. Im Januar 2019 erschien das Buch in englischer Sprache.

## Werke
- Fettlogik überwinden. Ullstein, 2016, ISBN 978-3-548-37651-6.
- Erzähl mir nix. Heyne, 2016, ISBN 978-3-453-60370-7.
- Erzaehlmirnix – Leben mit Menschen. Riva, 2021, ISBN 978-3-96775-050-8.